# Шмелинг, Рудольф
Рудольф Шмелинг (нем. Rudolf Schmäling; 16 мая 1898, Мюнхен, Германская империя — 1 сентября 1976, Эберсберг, ФРГ) — штурмбаннфюрер СС, командир полиции безопасности и СД во французском городе Нанси.

## Биография
Рудольф Шмелинг родился 16 мая 1898 года в Мюнхене. С июля 1919 года служил в полицейском управлении Мюнхена. После прихода нацистов к власти в 1933 году поступил на службу в баварскую политическую полицию, где с 1934 года возглавлял отдел прессы. С сентября 1937 года руководил одним из отделов в отделении гестапо в Мюнхене. В 1937 году был зачислен в ряды СС. После принятия Мюнхенского соглашения в 1938 года участвовал в оккупации Судетской области в составе структур полиции безопасности.
В 1940 году Шмелинг вступил в НСДАП. С 1941 года был руководителем одного из отделов в ведомстве полиции безопасности и СД в оккупированной Франции. С начала июня 1942 года по сентябрь 1943 был командиром полиции безопасности и СД в Нанси. На этой должности отвечал за депортацию еврейского населения в концлагерь Освенцим. В 1944 году ему было присвоено звание штурмбаннфюрера СС. В октябре 1944 года состоял в одной из действующих айнзацгрупп.
После окончания войны в 1946 году предстал перед военным трибуналом в Лионе, который, однако, не открыл против него судебный процесс. Вместо этого он содержался как военнопленный и вскоре был освобождён, после чего вернулся в Мюнхен. В 1953 году Шмелинг безуспешно обращался в баварское земельное уголовное управление с просьбой о восстановлении на прежнюю работу. В ходе принятия 131-й статьи, ему удалось добиться разрешения на получение пенсии в будущем. В 1969 году расследование мюнхенской прокуратуры, обвинившей Шмелинга в военных преступлениях, было закрыто по причине недееспособности. Умер в 1976 году.

## Комментарии
1. ↑  Статья 151 регулировала правовой статус госслужащих, принятых на работу до 8 мая 1945 года. Цель статьи — обеспечение прав чиновников, которые не были активными участниками нацистского режима.